# Американский друг
«Американский друг» (нем. Der amerikanische Freund) — артхаусный франко-германский триллер 1977 года, снятый Вимом Вендерсом по мотивам второго и третьего романов Патриции Хайсмит из серии о похождениях афериста Тома Рипли. Представлен на Каннском кинофестивале 26 мая 1977 года. 
Как и фильм «Незнакомцы в поезде», снятый Хичкоком по первой книге Хайсмит, «Американский друг» — это рассказ о двух случайно встретившихся людях, которых объединяет соучастие в убийстве.

## Сюжет
Йонатан Циммерман, неизлечимо больной владелец небольшой багетной мастерской в Гамбурге, еле сводит концы с концами. На аукционе его пути пересекаются с американцем в стетсоне. Это аферист Том Рипли, зарабатывающий на жизнь сбытом поддельных произведений искусства, но не понимающий цели своего существования и скользящий на грани депрессии. Пути двух уставших от жизни мужчин странным образом пересекаются, и между ними зарождается подобие дружбы. Рипли втягивает своего нового знакомого в деятельность международного преступного картеля, и последующие остросюжетные события, несмотря на то и дело проскальзывающую абсурдность, на время придают их поблёкшей жизни какое-то подобие смысла.

## В ролях
- Деннис Хоппер — Том Рипли
- Бруно Ганц — Йонатан Циммерман
- Лиза Крейцер — Марианна Циммерман
- Жерар Блен — Рауль Мино
- Николас Рэй — Деруотт
- Сэмюэл Фуллер — американский гангстер
- Дэвид Блю — Аллан Уинтер
- Лу Кастель — Рудольф

## Работа над фильмом
Вим Вендерс планировал отдать роли всех иностранцев в фильме уже состоявшимся режиссёрам. В роли актёров попробовали себя Николас Рэй, Сэмюэл Фуллер, Жерар Блен и другие режиссёры с именем. Роль Тома Рипли была предложена Джону Кассаветесу, а когда тот выбыл из проекта, его заменил Деннис Хоппер. Он привнёс в съёмочный процесс ряд новых идей, в частности, придумал название «Американский друг» вместо рабочего «Одураченный» (Framed).

Своим фильмом Вендерс воздал дань уважения великим мастерам триллера — сцена убийства в поезде стилизована под Хичкока, убийство в метро снято в стиле Фрица Ланга. При этом Европа показана им в красноватых тонах, а Америка — в голубоватых. 
В подражание другим «продвинутым» режиссёрам того времени Вендерс в процессе монтажа решил отказаться от уже отснятых вводных сцен с тем, чтобы не затягивать хронометраж. Некоторые зрители после премьеры жаловались, что из-за этого многое в сюжете остаётся непонятным. Другие, наоборот, приветствовали это решение, указывая, что для успеха триллера важна не фабульная детализация, а атмосфера и эмоции.
Лента не произвела впечатления на П. Хайсмит, но понравилась Ф. Ф. Копполе (отдельные сцены перекликаются с его фильмом «Разговор»). Благодаря связям Копполы в американском киномире Вендерс получил приглашение продолжить карьеру в Голливуде.

## Неонуар
Фабула ленты перекликается с классическим нуаром «Незнакомцы в поезде», который был снят А. Хичкоком по другой книге Хайсмит. Следуя за своим кумиром Антониони («Профессия: репортёр»), Вим Вендерс пропускает базовые установки нуара через эстетику европейского артхауса, насыщая сюжет экзистенциальной проблематикой:

Исконно американский жанр чёрного фильма тут получил в подкладку европейское содержание — неизбывные печаль и тоску. Уныло гудят портовые трубы, разлагается пространство пустого города, тухнут глаза обречённого Бруно Ганца…— Михаил Брашинский
М. Трофименков характеризует «Американский друг» как один из самых лиричных триллеров и своего рода сон о нуаре: «Любящий муж и отец, тишайший багетчик становится киллером, убивает, как во сне, сам не зная, кого убивает». Это сюжетное развитие будет повторено во многих неонуарах (напр., «Оправданная жестокость» Д. Кроненберга).

## Отзывы
Мейнстримные рецензенты критиковали фильм за непрояснённость отдельных фабульных ходов. Характерен отзыв Р. Эберта, который упрекает Вендерса в том, что ради создания атмосферы потрёпанного города у моря он жертвует построенностью сюжета. Эберт признаёт, что «стиль с вкраплениями глубоких, кричащих цветов бесподобен», но рецензируемой картине не хватает полноценных человеческих характеров. 
Вечный бродяга Рипли завидует стабильности Циммермана — его дому, его семье, его ремеслу, его жизни, которую воплощает багетная мастерская как средоточие уюта, покоя и комфорта. В то же время смертельная болезнь заставляет Циммермана осознать ограниченность его жизни — те узкие пределы, которые раздвигает Рипли, знакомящий его с тёмным миром странных новых впечатлений — насилия, приключений, вольницы.
Ален Роб-Грийе, напротив, видит в отсутствии строгой логики достоинство, отличавшее фильмы Вендерса до того, как он (якобы) поддался искушениям ширпотреба и конформизма: «Первые фильмы Вима Вендерса весьма поразительны и, в сущности, находятся за пределами понимания — масштабно-шикозные и совершенно чокнутые».
Дэйв Кер пишет, что лучшие фильмы Вендерса — о жизни на краю, «Американский друг» — один из самых характерных. Режиссёр тонко передаёт зыбкие эмоциональные связи, которые возникают посреди рушащейся вокруг героя нравственной вселенной. По мнению же рецензента российского «Коммерсанта», Вендерс «уважительно сохранил основные коллизии романа, но окутал их странной, сонной дымкой тоски и тления».
С точки зрения авторов киносправочника Time Out, Хоппер трактует Тома Рипли как традиционного для фильмов Вендерса персонажа — одиночку, бредущего по чужой земле в поисках самого себя, дружбы, смысла жизни. Его завораживает теплота семейного круга Йонатана, однако неодолимое стремление к самоистреблению вынуждает уничтожить и этого случайного попутчика.

## Награды
- Участие в конкурсной программе Каннского кинофестиваля 1977
- Номинация на премию «Сезар» за лучший иностранный фильм 1978
- Приз Германского кинофестиваля 1978
- Приз св. Георгия лучшему иностранному актёру, Бруно Ганц, 1979